# Olyras montagui
Olyras montagui är en fjärilsart som beskrevs av Butler 1870. Olyras montagui ingår i släktet Olyras och familjen praktfjärilar. Inga underarter finns listade i Catalogue of Life.